# Trnje (Črenšovci, Slovenija)
Trnje (mađarski: Tüskeszer) je naselje u slovenskoj Općini Črenšovci. Trnje se nalazi u pokrajini Prekmurju i statističkoj regiji Pomurju. 

## Stanovništvo
Prema popisu stanovništva iz 2002. godine naselje je imalo 551 stanovnika.